# Léchelle (Pas-de-Calais)
Pour les articles homonymes, voir Léchelle.
Léchelle est une commune française située dans le département du Pas-de-Calais en région Hauts-de-France. Ses habitants sont appelés les Léchellois. La commune est membre de la communauté de communes du Sud-Artois.

## Géographie

### Localisation
Localisée dans le sud-est du département du Pas-de-Calais et limitrophe du département de la Somme, Léchelle est une commune rurale située, à vol d'oiseau, à 11 km au sud-est de la commune de Bapaume et à 29 km au sud-est de la commune d’Arras (chef-lieu d'arrondissement).
Le territoire de la commune est limitrophe de ceux de quatre communes, dont deux, Étricourt-Manancourt et Mesnil-en-Arrouaise, dans le département de la Somme.
Les communes limitrophes sont  Bus, Mesnil-en-Arrouaise, Ytres et Étricourt-Manancourt.

### Géologie et relief
La superficie de la commune est de 3,75 km2 ; son altitude varie de 94  à   132 m.

### Hydrographie
La commune est située dans le bassin Artois-Picardie. Elle n'est drainée par aucun cours d'eau,.

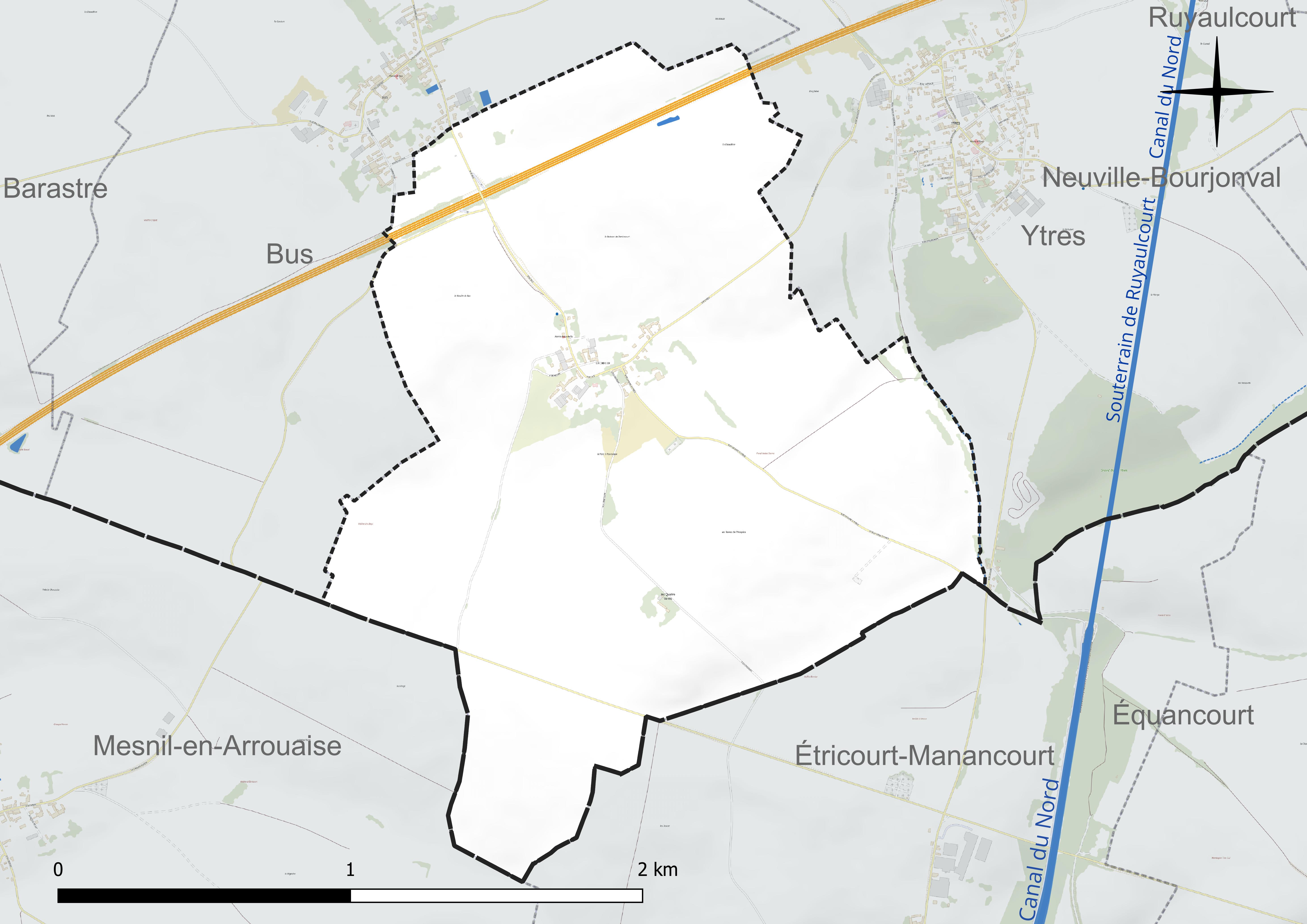
Réseau hydrographique de Léchelle.

### Climat
Pour des articles plus généraux, voir Climat des Hauts-de-France et Climat du Pas-de-Calais.
En 2010, le climat de la commune est de type climat océanique dégradé des plaines du Centre et du Nord, selon une étude du CNRS s'appuyant sur une série de données couvrant la période 1971-2000. En 2020, Météo-France publie une typologie des climats de la France métropolitaine dans laquelle la commune est exposée à un climat océanique et est dans la région climatique Nord-est du bassin Parisien, caractérisée par un ensoleillement médiocre, une pluviométrie moyenne régulièrement répartie au cours de l'année et un hiver froid (3 °C).
Pour la période 1971-2000, la température annuelle moyenne est de 10,1 °C, avec une amplitude thermique annuelle de 14,4 °C. Le cumul annuel moyen de précipitations est de 740 mm, avec 11,9 jours de précipitations en janvier et 9,2 jours en juillet. Pour la période 1991-2020, la température moyenne annuelle observée sur la station météorologique la plus proche, située sur la commune d'Épehy à 12 km à vol d'oiseau, est de 10,6 °C et le cumul annuel moyen de précipitations est de 752,8 mm,. Pour l'avenir, les paramètres climatiques de la commune estimés pour 2050 selon différents scénarios d'émission de gaz à effet de serre sont consultables sur un site dédié publié par Météo-France en novembre 2022.

### Paysages
Pour un article plus général, voir Paysage en France.

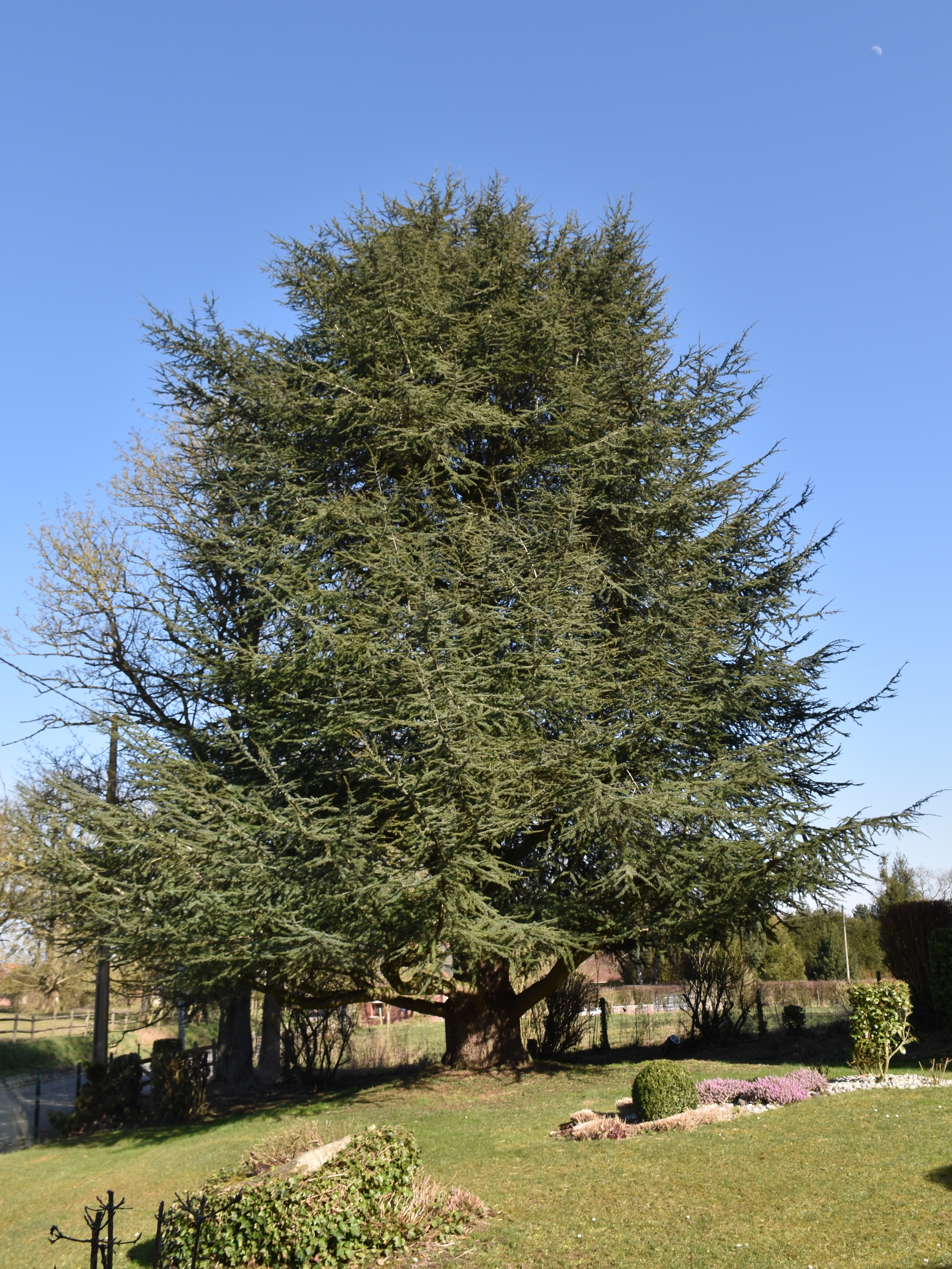
Arbre remarquable près de l'église.

La commune est située dans le paysage régional des grands plateaux artésiens et cambrésiens tel que défini dans l'atlas des paysages de la région Nord-Pas-de-Calais, conçu par la direction régionale de l'Environnement, de l'Aménagement et du Logement (DREAL),. Ce paysage régional, qui concerne 238 communes, est dominé par les « grandes cultures » de céréales et de betteraves industrielles qui représentent 70 % de la surface agricole utilisée (SAU).

### Milieux naturels et biodiversité

#### Espèces faunistiques et floristiques
L'Inventaire national du patrimoine naturel (INPN) recense plusieurs espèces faunistiques et floristiques sur le territoire de la commune dont certaines sont protégées et d'autres menacées et quasi-menacées.

## Urbanisme

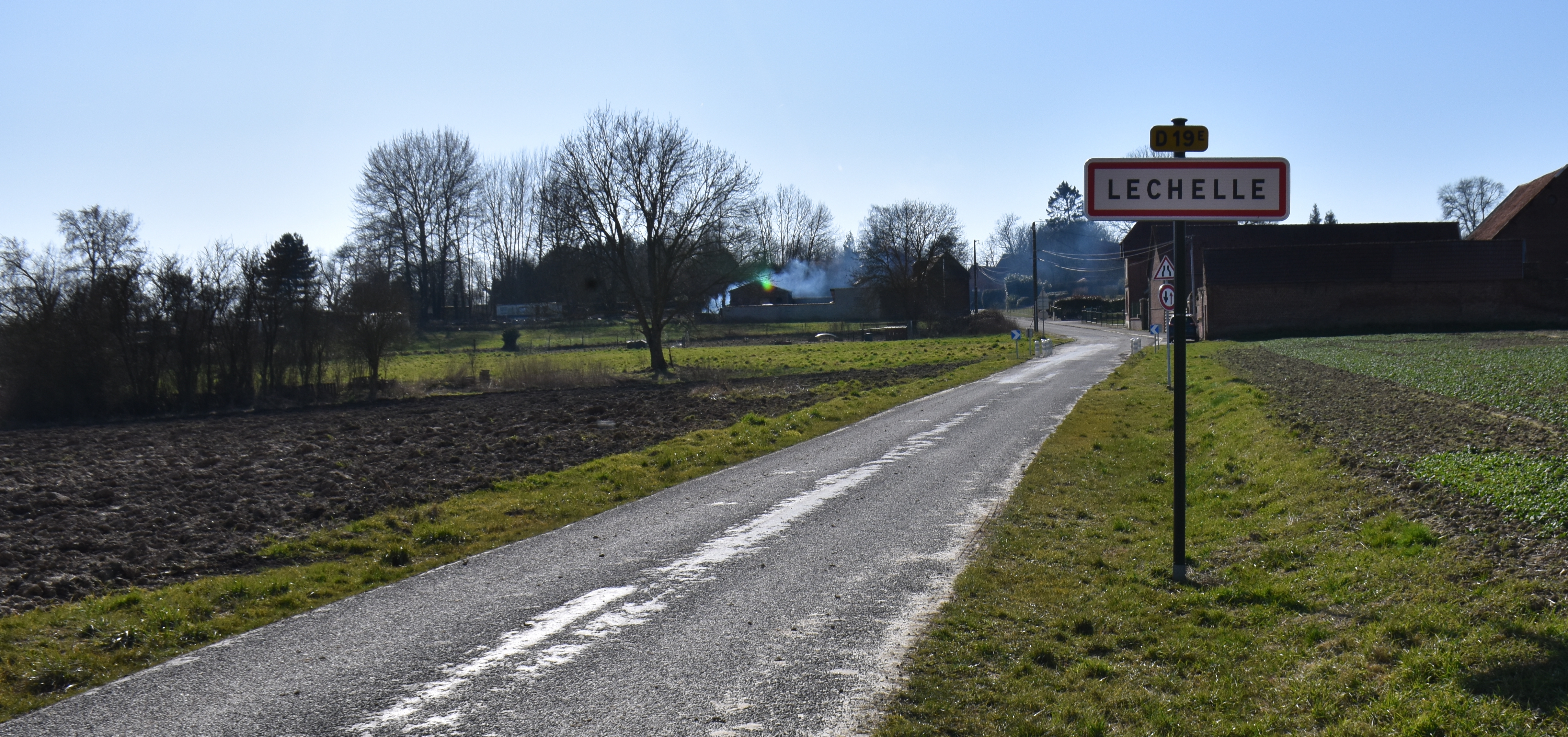
Une entrée du village.

### Typologie
Au 1er janvier 2024, Léchelle est catégorisée commune rurale à habitat dispersé, selon la nouvelle grille communale de densité à sept niveaux définie par l'Insee en 2022.
Elle est située hors unité urbaine et hors attraction des villes,.

### Occupation des sols
L'occupation des sols de la commune, telle qu'elle ressort de la base de données européenne d'occupation biophysique des sols Corine Land Cover (CLC), est marquée par l'importance des territoires agricoles (99,4 % en 2018), une proportion sensiblement équivalente à celle de 1990 (100 %). La répartition détaillée en 2018 est la suivante : 
terres arables (92,4 %), zones agricoles hétérogènes (7 %), zones urbanisées (0,6 %). L'évolution de l'occupation des sols de la commune et de ses infrastructures peut être observée sur les différentes représentations cartographiques du territoire : la carte de Cassini (XVIIIe siècle), la carte d'état-major (1820-1866) et les cartes ou photos aériennes de l'IGN pour la période actuelle (1950 à aujourd'hui).

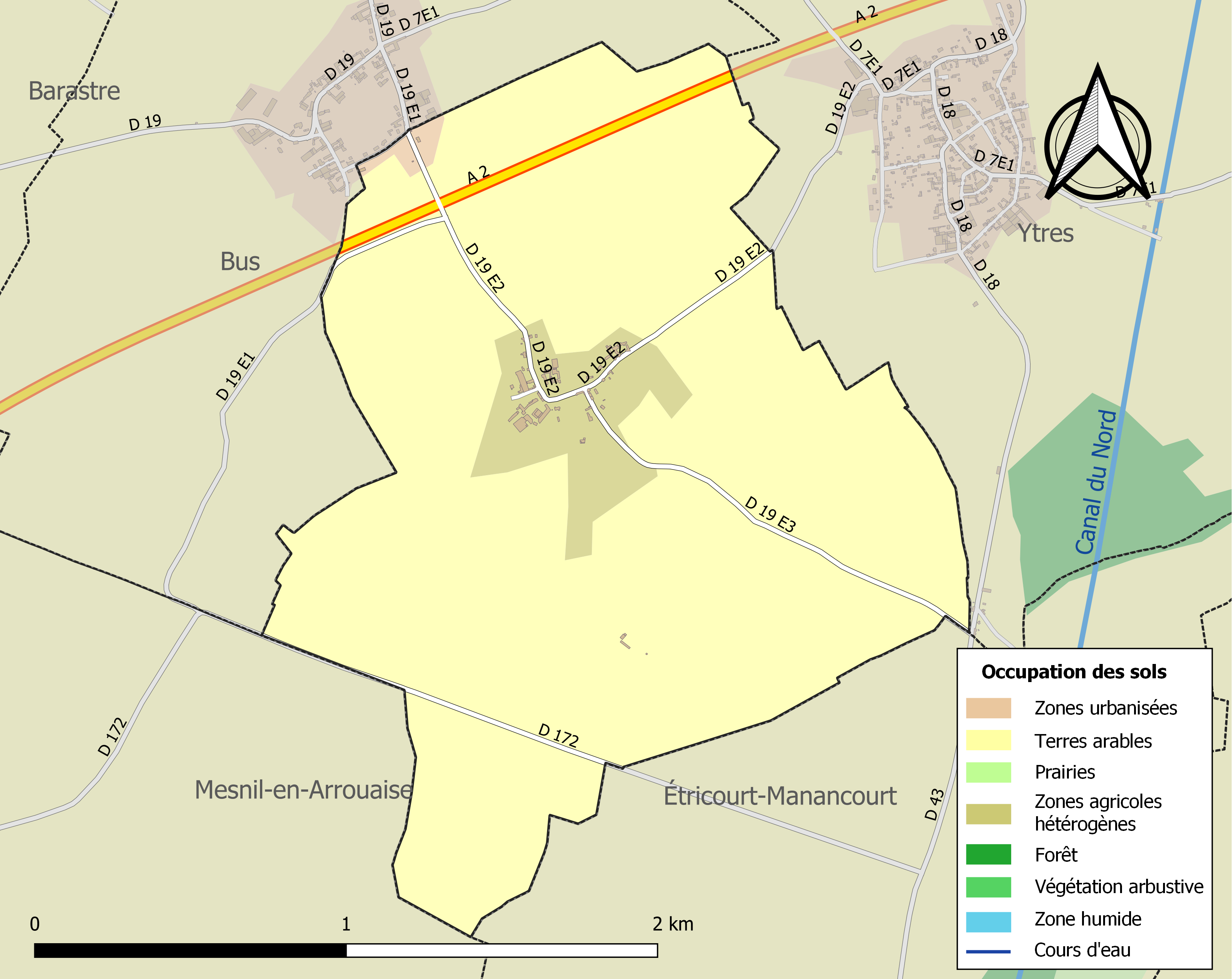
Carte des infrastructures et de l'occupation des sols de la commune en 2018 (CLC).

### Voies de communication et transports
Léchelle est accessible par l'ancienne route nationale 17 (actuelle RD 917).
La commune est traversée par l'autoroute A2 et par la chaussée Brunehaut, ancienne voie romaine.

## Toponymie
Le nom de la localité est attesté sous les formes La Celle en 1284, Le Chelle et Le Chiel en 1607, L'Eschelle en 1739, Lechel en 1762 et  L'Echelle en 1774.

## Histoire

### Ancien régime
Léchelle, en 1789, faisait partie du bailliage de Bapaume et était régie par la coutume d'Artois. Son église relevait du diocèse de Cambrai, doyenné de Beaumetz-lez-Cambrai et était l'annexe de la paroisse d'Ytre

### Première Guerre mondiale
La commune est décorée de la croix de guerre 1914-1918 par décret du 23 septembre 1920, distinction également attribuée à 276 autres communes du Pas-de-Calais,.

## Politique et administration

### Découpage territorial
La commune se trouve dans l'arrondissement d'Arras du département du Pas-de-Calais.

#### Commune et intercommunalités
La commune était membre de la communauté de communes du canton de Bertincourt, créée fin 1992.
Dans le cadre de la Réforme des collectivités territoriales françaises, la communauté de communes du canton de Bertincourt a fusionné avec sa voisine pour former, le 1er janvier 2013 la nouvelle communauté de communes du Sud-Artois, dont la commune est désormais membre, et qui regroupe 64 communes et compte 27 059 habitants en 2021.

#### Circonscriptions administratives
La commune faisait partie depuis 1801 du canton de Bertincourt. Dans le cadre du redécoupage cantonal de 2014 en France, la commune est désormais incluse dans le canton de Bapaume.

#### Circonscriptions électorales
Pour l'élection des députés, la commune fait partie depuis 1986 de la première circonscription du Pas-de-Calais.

### Élections municipales et communautaires

#### Liste des maires
| Période                                  | Période                    | Identité        | Étiquette | Qualité                                                                     |
| ---------------------------------------- | -------------------------- | --------------- | --------- | --------------------------------------------------------------------------- |
| Les données manquantes sont à compléter. |                            |                 |           |                                                                             |
| 1983                                     | En cours (au 25 mars 2022) | Gabriel Trannin | FN        | Agriculteur Réélu pour le mandat 2014-2020, Réélu pour le mandat 2020-2026, |

## Population et société

### Démographie
Les habitants sont appelés les Léchellois.

#### Évolution démographique
L'évolution du nombre d'habitants est connue à travers les recensements de la population effectués dans la commune depuis 1793. Pour les communes de moins de 10 000 habitants, une enquête de recensement portant sur toute la population est réalisée tous les cinq ans, les populations de référence des années intermédiaires étant quant à elles estimées par interpolation ou extrapolation. Pour la commune, le premier recensement exhaustif entrant dans le cadre du nouveau dispositif a été réalisé en 2006.

En 2022, la commune comptait 45 habitants, en évolution de −10 % par rapport à 2016 (Pas-de-Calais : −0,72 %, France hors Mayotte : +2,11 %).
| 1793 | 1800 | 1806 | 1821 | 1831 | 1836 | 1841 | 1846 | 1851 |
| ---- | ---- | ---- | ---- | ---- | ---- | ---- | ---- | ---- |
| 229  | 173  | 206  | 229  | 326  | 285  | 289  | 271  | 281  |

| 1856 | 1861 | 1866 | 1872 | 1876 | 1881 | 1886 | 1891 | 1896 |
| ---- | ---- | ---- | ---- | ---- | ---- | ---- | ---- | ---- |
| 256  | 257  | 219  | 202  | 181  | 165  | 152  | 129  | 119  |

| 1901 | 1906 | 1911 | 1921 | 1926 | 1931 | 1936 | 1946 | 1954 |
| ---- | ---- | ---- | ---- | ---- | ---- | ---- | ---- | ---- |
| 112  | 119  | 105  | 73   | 84   | 74   | 74   | 67   | 73   |

| 1962 | 1968 | 1975 | 1982 | 1990 | 1999 | 2006 | 2011 | 2016 |
| ---- | ---- | ---- | ---- | ---- | ---- | ---- | ---- | ---- |
| 70   | 77   | 59   | 49   | 49   | 60   | 58   | 61   | 50   |

| 2021 | 2022 | - | - | - | - | - | - | - |
| ---- | ---- | - | - | - | - | - | - | - |
| 46   | 45   | - | - | - | - | - | - | - |

#### Pyramide des âges
En 2018, le taux de personnes d'un âge inférieur à 30 ans s'élève à 38,0 %, soit au-dessus de la moyenne départementale (36,7 %). À l'inverse, le taux de personnes d'âge supérieur à 60 ans est de 16,0 % la même année, alors qu'il est de 24,9 % au niveau départemental.
En 2018, la commune comptait 23 hommes pour 25 femmes, soit un taux de 52,08 % de femmes, légèrement supérieur au taux départemental (51,50 %).
Les pyramides des âges de la commune et du département s'établissent comme suit.
| Hommes | Classe d’âge | Femmes |
| ------ | ------------ | ------ |
| 0,0    | 90 ou +      | 0,0    |
| 8,3    | 75-89 ans    | 15,4   |
| 8,3    | 60-74 ans    | 0,0    |
| 41,7   | 45-59 ans    | 34,6   |
| 8,3    | 30-44 ans    | 7,7    |
| 20,8   | 15-29 ans    | 34,6   |
| 12,5   | 0-14 ans     | 7,7    |

| Hommes | Classe d’âge | Femmes |
| ------ | ------------ | ------ |
| 0,5    | 90 ou +      | 1,6    |
| 5,6    | 75-89 ans    | 8,9    |
| 16,7   | 60-74 ans    | 18,1   |
| 20,2   | 45-59 ans    | 19,2   |
| 18,9   | 30-44 ans    | 18,1   |
| 18,2   | 15-29 ans    | 16,2   |
| 19,9   | 0-14 ans     | 17,9   |

## Culture locale et patrimoine

### Lieux et monuments
- L'église Saint-Nicolas.
- La commune n'a pas de monument aux morts.
- Le Five Points Cemetery, Léchelle, cimetière militaire britannique situé au sud-est du village.

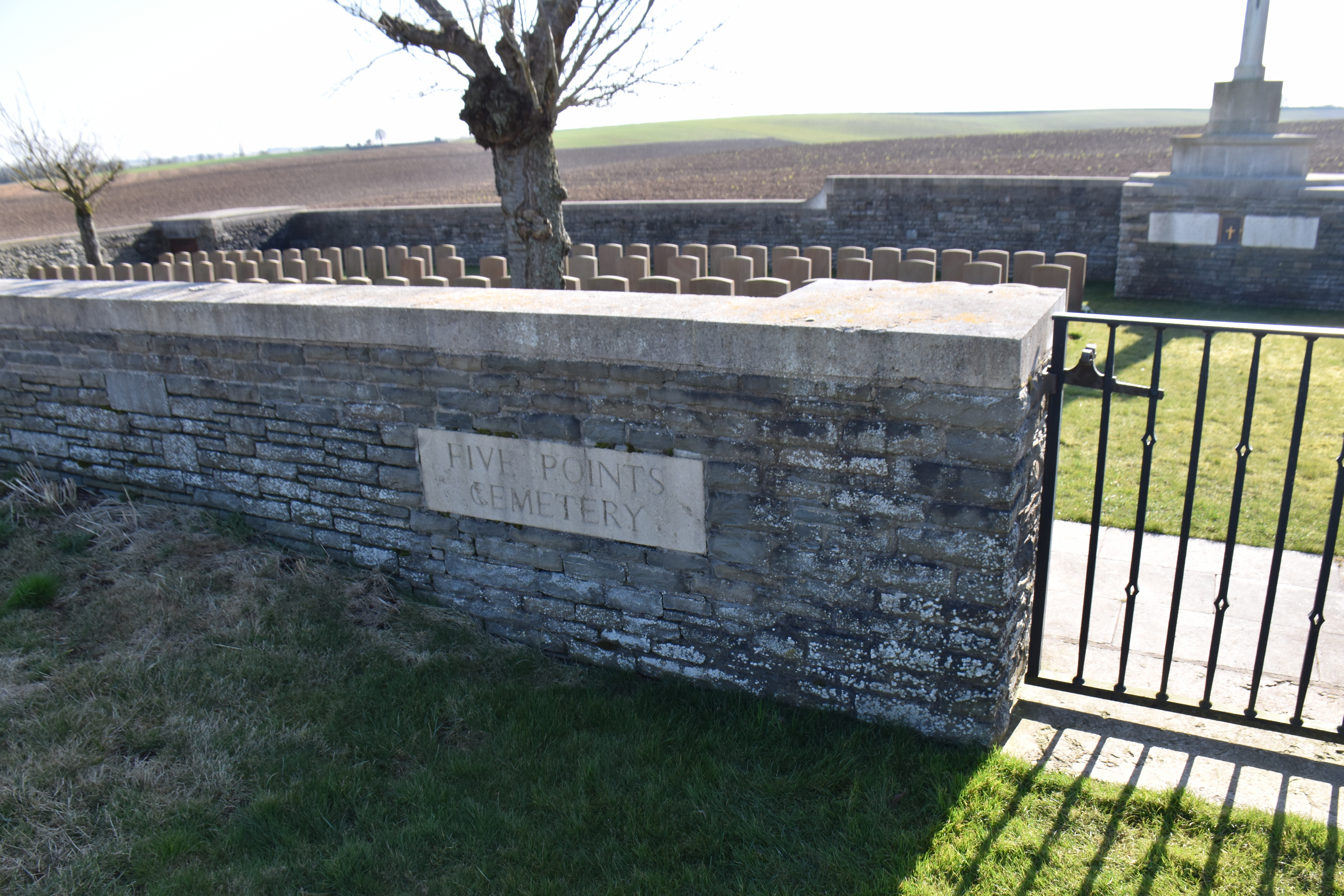
Le Five Points Cemetery, Léchelle.

### Héraldique
| Blason de Léchelle | Blason  | Tiercé en pairle: au 1er d'or au bourdon de pèlerin de sinople, au 2e de gueules au lion léopardé d'or, au 3e d'azur au croissant d'argent. |
| Blason de Léchelle | Détails | Officiel |

## Pour approfondir

#### Bases de données, dictionnaires et encyclopédies
- Ressources relatives à la géographie :   - Insee (communes)
  - Ldh/EHESS/Cassini
- Ressource relative à plusieurs domaines :   - Annuaire du service public français